# غوستافو بينيا
غوستافو بينيا (بالإسبانية: Gustavo Peña)‏ (22 نوفمبر 1941 في المكسيك - 19 يناير 2021) هو مدرب كرة قدم ولاعب كرة قدم مكسيكي في مركز الدفاع، شارك في كأس العالم 1970 وكأس العالم 1966. وشارك مع منتخب المكسيك لكرة القدم. أما مع النوادي، فقد لعب مع كروز آزول ونادي مونتيري ونادي لاجونا ‏ ونادي أورو ونادي خاليسكو ‏.

## وصلات خارجية
- غوستافو بينيا على موقع الاتحاد الدولي (مؤرشف)  (الإنجليزية)
- غوستافو بينيا على موقع قاعدة بيانات كرة القدم.إي يو (الإنجليزية)
- غوستافو بينيا على موقع ناشيونال فوتبول تيمز (الإنجليزية)
- غوستافو بينيا على موقع Soccerway.com (الإنجليزية)